# Geoff Coombes
Geoffrey "Jeff" Coombes (ur. 24 kwietnia 1919 w Lincoln, Anglia, zm. 5 grudnia 2002 w Rockledge, Stany Zjednoczone) – amerykański piłkarz, grywał na dwóch pozycjach: pomocnika oraz napastnika. Uczestnik mundialu 1950.

## Kariera
Coombes rozpoczynał zawodową karierę, tuż po II wojnie światowej, w Chicago Vikings, z którym zdobył w tym że roku U.S. Open Cup, jednakże nie zagrał w żadnym spotkaniu w tym klubie. Następnie przeszedł do Detroit Wolverines, z którym wygrał ligę - North American Soccer Football League. W roku 1947 trafił do innego klubu z Detroit – Detroit Pioneers. Później powrócił do Chicago Vikings, z którym w roku 1948 sięgnął po amatorski tytuł w okręgowej lidze National Soccer League of Chicago. W roku 1950 został powołany na mistrzostwa świata 1950, które odbywały się w Brazylii. Nie zagrał ani jednego meczu na tym mundialu.